# Pointe de la Combe Neuve
La pointe de la Combe Neuve est un sommet de France, en Savoie, second sommet en altitude du massif du Beaufortain derrière le Roignais avec ses 2 961 mètres. Elle est l'un des sommets qui dominent la combe de la Neuva située au nord.

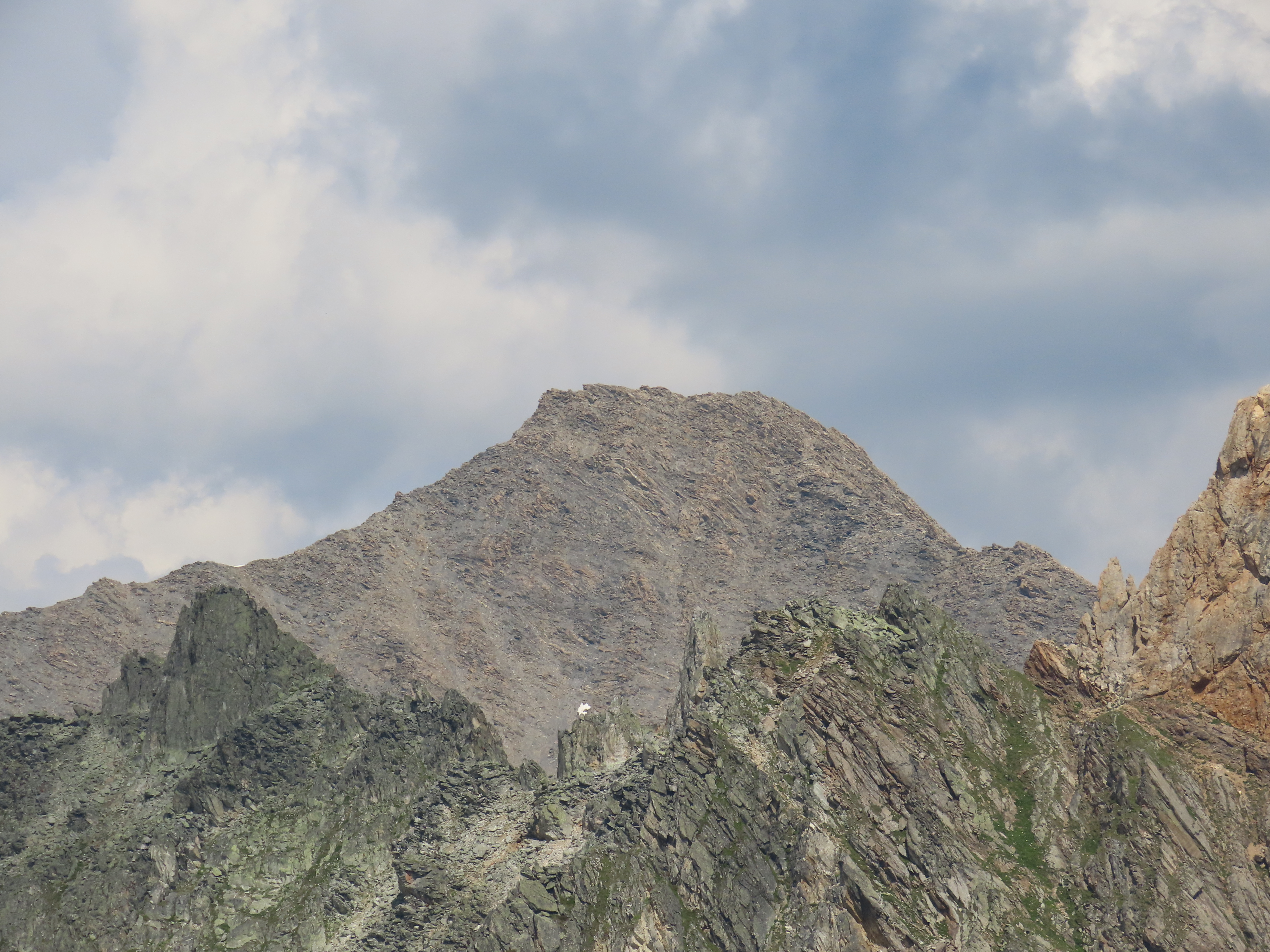
Le sommet de la pointe depuis le Passeur de la Mintaz au sud-ouest.